# Malditos pecadores
Malditos Pecadores es el séptimo álbum de estudio del grupo Moderatto, el cual fue lanzado al mercado el 1 de octubre de 2014 en formato digital y exclusivo como promocional, en conjunto con la marca de refrescos Pepsi y cuya versión incluye nueve covers y una canción inédita. El álbum es una recopilación de canciones populares mexicanas. En el mismo se incluye una canción que llevan tocando más de 7 años en sus conciertos, De Mí Enamórate. 
El álbum fue lanzado al mercado en general tanto en formato físico como digital el 9 de diciembre de 2014, en el que se incluyen 5 temas adicionales,  tres de ellos en colaboración con sus intérpretes originales.
El álbum incluye canciones de cantautores como: Joan Sebastian, Juan Gabriel, Marco Antonio Solís, entre otros. El primer sencillo es Amor Prohibido de la cantante Selena.

## Lista de canciones
| N.º | Título                                                      | Escritor(es)                              | Intérprete original               | Duración |  |
| 1.  | «Como quien pierde una estrella»                            | Humberto Estrada                          | Alejandro Fernández               | 3:54     |  |
| 2.  | «Amor prohibido»                                            | Pedro Astudillo y Abraham Quintanilla III | Selena                            | 3:51     |  |
| 3.  | «Secreto de amor»                                           | José Manuel Figueroa                      | Joan Sebastian                    | 5:02     |  |
| 4.  | «Que no quede huella»                                       | José Guadalupe Esparza                    | Bronco                            | 3:17     |  |
| 5.  | «Llamada de mi ex»                                          | Ariel Barreras                            | La Arrolladora Banda El Limón     | 3:45     |  |
| 6.  | «Ojalá que te mueras»                                       | Rafael Ferro y Roberto Livi               | Grupo Pesado                      | 3:50     |  |
| 7.  | «De mí enamórate»                                           | Alberto Aguilera Valadez                  | Daniela Romo                      | 5:51     |  |
| 8.  | «Nada que perder»                                           | Jay de la Cueva y José Luis Ortega Castro | Moderatto                         | 3:06     |  |
| 9.  | «Si no te hubieras ido»                                     | Marco Antonio Solís                       | Marisela                          | 5:38     |  |
| 10. | «Volver, volver»                                            | Fernando Z. Maldonado                     | Vicente Fernández                 | 3:18     |  |
| 11. | «Te hubieras ido antes»                                     | José Alberto Inzunza y Luciano Luna       | Julión Álvarez y su Norteño Banda | 4:12     |  |
| 12. | «Ando bien pedo» (con Banda Los Recoditos)                  | Marco Figueroa "Zapata"                   | Banda Los Recoditos               | 3:06     |  |
| 13. | «Que no quede huella» (con Lupe Esparza)                    | José Guadalupe Esparza                    | Bronco                            | 3:17     |  |
| 14. | «Ojalá que te mueras» (con Beto Zapata y Humberto Elizondo) | Rafael Ferro y Roberto Livi               | Grupo Pesado                      | 3:49     |  |
| 15. | «Nada que perder» (con Intocable)                           | Jay de la Cueva y José Luis Ortega Castro | Moderatto                         | 4:25     |  |